# Collegio di Westmorland and Lonsdale
Westmorland and Lonsdale è un collegio elettorale situato in Cumbria, nel Nord Ovest dell'Inghilterra, e rappresentato alla Camera dei comuni del Parlamento del Regno Unito. Elegge un membro del parlamento con il sistema first-past-the-post, ossia maggioritario a turno unico; l'attuale parlamentare è Tim Farron dei Liberal Democratici, che rappresenta il collegio dal 2010.

## Confini
Il collegio ha estensione simile al distretto di South Lakeland in Cumbria; le importanti città del collegio sono Kendal, Windermere e Kirkby Lonsdale. Prende il nome dalla contea tradizionale di Westmorland, e dalla centina di Lonsdale del Lancashire; entrambe oggi non sono interamente contenute nel collegio.

### Estensione
A seguito delle modifiche alla rappresentanza parlamentare in Cumbria, la Boundary Commission for England creò una versione modificata del collegio di Westmorland and Lonsdale per le elezioni generali del 2010, per tenere in considerazione i cambiamenti nella distribuzione della popolazione.
I ward elettorali utilizzati per creare il nuovo collegio, in vigore dal 2010, erano interamente contenuti nel distretto di South Lakeland: Arnside and Beetham, Burneside, Burton and Holme, Cartmel, Coniston, Crooklands, Grange, Hawkshead, Holker, Kendal Castle, Kendal Far Cross, Kendal Fell, Kendal Glebelands, Kendal Heron Hill, Kendal Highgate, Kendal Kirkland, Kendal Mintsfeet, Kendal Nether, Kendal Oxenholme, Kendal Parks, Kendal Stonecross, Kendal Strickland, Kendal Underley, Kirkby Lonsdale, Lakes Ambleside, Lakes Grasmere, Levens, Lyth Valley, Milnthorpe, Natland, Sedbergh, Staveley-in-Cartmel, Staveley-in-Westmorland, Whinfell, Windermere Applethwaite, Windermere Bowness North, Windermere Bowness South e Windermere Town
La revisione del 2010 ha rimosso Broughton-in-Furness dal collegio.
Dal 2024 il collegio è costituito dai seguenti ward dell'autorità unitaria di Westmorland and Furness: Appleby and Brough, Bowness and Lyth, Coniston and Hawkshead, Eamont and Shap, Eden and Lyvennet Vale, Grange and Cartmel, Greystoke and Ullswater, Kendal Castle, Kendal Highgate, Kendal Nether, Kendal South, Kendal Strickland and Fell, Kirkby Stephen and Tebay, Levens and Crooklands, Sedbergh and Kirkby Lonsdale, Upper Kent e Windermere and Amblesid.

## Membri del parlamento
| Elezione | Elezione    | Deputato        | Partito             |
| -------- | ----------- | --------------- | ------------------- |
|          | 1983        | Michael Jopling | Conservatore        |
| 1997     | Tim Collins |                 | Conservatore        |
|          | 2005        | Tim Farron      | Liberal Democratici |

## Elezioni

### Elezioni negli anni 2020
| Partito                    | Partito                              | Candidato                  | Risultati 4 luglio 2024 | Risultati 4 luglio 2024 |
| Partito                    | Partito                              | Candidato                  | Voti                    | %                       |
| -------------------------- | ------------------------------------ | -------------------------- | ----------------------- | ----------------------- |
|                            | Lib Dem                              | Tim Farron                 | 31 061                  | 62,71                   |
|                            | Conservatore                         | Matty Jackman              | 9 589                   | 19,36                   |
|                            | Reform UK                            | James Townley              | 4 842                   | 9,78                    |
|                            | Laburista                            | Pippa Smith                | 2 306                   | 4,66                    |
|                            | Verdi                                | Phil Clayton               | 1 486                   | 3,00                    |
|                            | Indipendente                         | John Studholme             | 111                     | 0,22                    |
|                            | Heritage                             | Izzy Solabarrieta          | 81                      | 0,16                    |
|                            | SDP                                  | Wendy Long                 | 57                      | 0,12                    |
|                            |                                      |                            |                         |                         |
| Iscritti                   | Iscritti                             | Iscritti                   | 72 029                  | 100,00                  |
| ↳ Votanti (% su iscritti)  | ↳ Votanti (% su iscritti)            | ↳ Votanti (% su iscritti)  | 49 533                  | 68,77                   |
| ↳ Astenuti (% su iscritti) | ↳ Astenuti (% su iscritti)           | ↳ Astenuti (% su iscritti) | 22 496                  | 31,23                   |
|                            |                                      |                            |                         |                         |
|                            | Esito: collegio confermato a Lib Dem |                            |                         |                         |

### Elezioni negli anni 2010
| Partito                    | Partito                              | Candidato                  | Risultati 12 dicembre 2019 | Risultati 12 dicembre 2019 |
| Partito                    | Partito                              | Candidato                  | Voti                       | %                          |
| -------------------------- | ------------------------------------ | -------------------------- | -------------------------- | -------------------------- |
|                            | Lib Dem                              | Tim Farron                 | 25 795                     | 48,94                      |
|                            | Conservatore                         | James Airey                | 23 861                     | 45,27                      |
|                            | Laburista                            | Phillip Black              | 2 293                      | 4,35                       |
|                            | Brexit                               | Steven Bolton              | 763                        | 1,45                       |
|                            |                                      |                            |                            |                            |
| Iscritti                   | Iscritti                             | Iscritti                   | 67 789                     | 100,00                     |
| ↳ Votanti (% su iscritti)  | ↳ Votanti (% su iscritti)            | ↳ Votanti (% su iscritti)  | 52 712                     | 77,76                      |
| ↳ Astenuti (% su iscritti) | ↳ Astenuti (% su iscritti)           | ↳ Astenuti (% su iscritti) | 15 077                     | 22,24                      |
|                            |                                      |                            |                            |                            |
|                            | Esito: collegio confermato a Lib Dem |                            |                            |                            |

| Partito                    | Partito                              | Candidato                  | Risultati 8 giugno 2017 | Risultati 8 giugno 2017 |
| Partito                    | Partito                              | Candidato                  | Voti                    | %                       |
| -------------------------- | ------------------------------------ | -------------------------- | ----------------------- | ----------------------- |
|                            | Lib Dem                              | Tim Farron                 | 23 686                  | 45,83                   |
|                            | Conservatore                         | James Airey                | 22 909                  | 44,32                   |
|                            | Laburista                            | Eli Aldridge               | 4 783                   | 9,25                    |
|                            | Indipendente                         | Mr Fishfinger              | 309                     | 0,60                    |
|                            |                                      |                            |                         |                         |
| Iscritti                   | Iscritti                             | Iscritti                   | 66 350                  | 100,00                  |
| ↳ Votanti (% su iscritti)  | ↳ Votanti (% su iscritti)            | ↳ Votanti (% su iscritti)  | 51 687                  | 77,90                   |
| ↳ Astenuti (% su iscritti) | ↳ Astenuti (% su iscritti)           | ↳ Astenuti (% su iscritti) | 14 663                  | 22,10                   |
|                            |                                      |                            |                         |                         |
|                            | Esito: collegio confermato a Lib Dem |                            |                         |                         |

| Partito                    | Partito                              | Candidato                  | Risultati 7 maggio 2015 | Risultati 7 maggio 2015 |
| Partito                    | Partito                              | Candidato                  | Voti                    | %                       |
| -------------------------- | ------------------------------------ | -------------------------- | ----------------------- | ----------------------- |
|                            | Lib Dem                              | Tim Farron                 | 25 194                  | 51,49                   |
|                            | Conservatore                         | Ann Myatt                  | 16 245                  | 33,20                   |
|                            | UKIP                                 | Alan Piper                 | 3 031                   | 6,19                    |
|                            | Laburista                            | John Bateson               | 2 661                   | 5,44                    |
|                            | Verdi                                | Chris Loynes               | 1 798                   | 3,67                    |
|                            |                                      |                            |                         |                         |
| Iscritti                   | Iscritti                             | Iscritti                   | 65 853                  | 100,00                  |
| ↳ Votanti (% su iscritti)  | ↳ Votanti (% su iscritti)            | ↳ Votanti (% su iscritti)  | 48 929                  | 74,30                   |
| ↳ Astenuti (% su iscritti) | ↳ Astenuti (% su iscritti)           | ↳ Astenuti (% su iscritti) | 16 924                  | 25,70                   |
|                            |                                      |                            |                         |                         |
|                            | Esito: collegio confermato a Lib Dem |                            |                         |                         |

| Partito                    | Partito                              | Candidato                  | Risultati 6 maggio 2010 | Risultati 6 maggio 2010 |
| Partito                    | Partito                              | Candidato                  | Voti                    | %                       |
| -------------------------- | ------------------------------------ | -------------------------- | ----------------------- | ----------------------- |
|                            | Lib Dem                              | Tim Farron                 | 30 896                  | 60,01                   |
|                            | Conservatore                         | Gareth McKeever            | 18 632                  | 36,19                   |
|                            | Laburista                            | Jonathan Todd              | 1 158                   | 2,25                    |
|                            | UKIP                                 | John Mander                | 801                     | 1,56                    |
|                            |                                      |                            |                         |                         |
| Iscritti                   | Iscritti                             | Iscritti                   | 67 924                  | 100,00                  |
| ↳ Votanti (% su iscritti)  | ↳ Votanti (% su iscritti)            | ↳ Votanti (% su iscritti)  | 51 487                  | 75,80                   |
| ↳ Astenuti (% su iscritti) | ↳ Astenuti (% su iscritti)           | ↳ Astenuti (% su iscritti) | 16 437                  | 24,20                   |
|                            |                                      |                            |                         |                         |
|                            | Esito: collegio confermato a Lib Dem |                            |                         |                         |

### Elezioni negli anni 2000
| Partito                    | Partito                                         | Candidato                  | Risultati 5 maggio 2005 | Risultati 5 maggio 2005 |
| Partito                    | Partito                                         | Candidato                  | Voti                    | %                       |
| -------------------------- | ----------------------------------------------- | -------------------------- | ----------------------- | ----------------------- |
|                            | Lib Dem                                         | Tim Farron                 | 22 569                  | 45,47                   |
|                            | Conservatore                                    | Tim Collins                | 22 302                  | 44,93                   |
|                            | Laburista                                       | John Reardon               | 3 796                   | 7,65                    |
|                            | UKIP                                            | Robert Gibson              | 660                     | 1,33                    |
|                            | Indipendente                                    | Anthony Kemp               | 309                     | 0,62                    |
|                            |                                                 |                            |                         |                         |
| Iscritti                   | Iscritti                                        | Iscritti                   | 69 324                  | 100,00                  |
| ↳ Votanti (% su iscritti)  | ↳ Votanti (% su iscritti)                       | ↳ Votanti (% su iscritti)  | 49 636                  | 71,60                   |
| ↳ Astenuti (% su iscritti) | ↳ Astenuti (% su iscritti)                      | ↳ Astenuti (% su iscritti) | 19 688                  | 28,40                   |
|                            |                                                 |                            |                         |                         |
|                            | Esito: collegio passa da Conservatore a Lib Dem |                            |                         |                         |

| Partito                    | Partito                                   | Candidato                  | Risultati 7 giugno 2001 | Risultati 7 giugno 2001 |
| Partito                    | Partito                                   | Candidato                  | Voti                    | %                       |
| -------------------------- | ----------------------------------------- | -------------------------- | ----------------------- | ----------------------- |
|                            | Conservatore                              | Tim Collins                | 22 486                  | 46,94                   |
|                            | Lib Dem                                   | Tim Farron                 | 19 339                  | 40,37                   |
|                            | Laburista                                 | John Bateson               | 5 234                   | 10,93                   |
|                            | UKIP                                      | Robert Gibson              | 552                     | 1,15                    |
|                            | Indipendente                              | Timothy Bell               | 292                     | 0,61                    |
|                            |                                           |                            |                         |                         |
| Iscritti                   | Iscritti                                  | Iscritti                   | 70 653                  | 100,00                  |
| ↳ Votanti (% su iscritti)  | ↳ Votanti (% su iscritti)                 | ↳ Votanti (% su iscritti)  | 47 903                  | 67,80                   |
| ↳ Astenuti (% su iscritti) | ↳ Astenuti (% su iscritti)                | ↳ Astenuti (% su iscritti) | 22 750                  | 32,20                   |
|                            |                                           |                            |                         |                         |
|                            | Esito: collegio confermato a Conservatore |                            |                         |                         |

## Risultati dei referendum

### Referendum sulla permanenza del Regno Unito nell'Unione europea del 2016
|             | Collegio                 | Lasciare UE % | Rimanere in UE % |
| ----------- | ------------------------ | ------------- | ---------------- |
|             | Westmorland and Lonsdale | 47,4%         | 52,6%            |
|             | Inghilterra              | 53,3%         | 46,7%            |
| Regno Unito | 51,9%                    | 48,1%         |                  |